# Československá basketbalová liga 1957/1958
1. basketbalová liga 1957/1958 byla v Československu nejvyšší ligovou basketbalovou soutěží mužů, v ročníku I. ligy hrálo 12 družstev. Nový mistr Spartak Brno ZJŠ prohrál v 1. lize jediný zápas proti Slovan Orbis Praha (69:79), který skončil na 2. místě. Slávia VŠ Bratislava byla na 3. místě. Z nováčků 
Dukla Mariánské Lázně skončila na 6. místě, Iskra Svit na 9. místě, zatímco Spartak Žižkov a Lokomotiva Bratislava sestoupili.
Konečné pořadí:
1. Spartak Brno ZJŠ (mistr Československa 1958) - 2.  Slovan Orbis Praha - 3. Slávia Bratislava - 4. Spartak Sokolovo Praha - 5. Slavia VŠ Praha  - 6.  Dukla Mariánské Lázně - 7. Jednota Košice - 8. Slavoj Vyšehrad Praha - 9. Iskra Svit - 10. Tatran Ostrava - další 2 družstva sestup z 1. ligy: 11.  Spartak Žižkov Praha -  12. Lokomotiva Bratislava

## Systém soutěže
Všech dvanáct družstev odehrálo dvoukolově každý s každým (zápasy doma - venku), každé družstvo odehrálo 22 zápasů. 

## Konečná tabulka 1957/1958
| Poř. | Tým                    | Z  | V  | P  | Skóre     | Body |
| ---- | ---------------------- | -- | -- | -- | --------- | ---- |
| 1.   | Spartak Brno ZJŠ       | 22 | 21 | 1  | 1779:1365 | 43   |
| 2.   | Slovan Orbis Praha     | 22 | 18 | 4  | 1855:1538 | 40   |
| 3.   | Slávia Bratislava      | 22 | 16 | 6  | 1648:1519 | 38   |
| 4.   | Spartak Sokolovo Praha | 22 | 15 | 7  | 1643:1478 | 37   |
| 5.   | Slavia VŠ Praha        | 22 | 14 | 8  | 1547:1453 | 36   |
| 6.   | Dukla Mariánská Lázně  | 22 | 11 | 11 | 1645:1589 | 33   |
| 7.   | Jednota Košice         | 22 | 8  | 14 | 1511:1589 | 30   |
| 8.   | Slavoj Vyšehrad        | 22 | 7  | 15 | 1478:1596 | 29   |
| 9.   | Iskra Svit             | 22 | 7  | 15 | 1618:1766 | 29   |
| 10.  | Tatran Ostrava         | 22 | 7  | 15 | 1359:1460 | 29   |
| 11.  | Spartak Žižkov Praha   | 22 | 4  | 18 | 1399:1689 | 26   |
| 12.  | Lokomotíva Bratislava  | 22 | 3  | 19 | 1429:1869 | 25   |

## Sestavy (hráči, trenéři) 1957/1958
- Spartak Brno ZJŠ: Zdeněk Konečný, František Konvička, František Pokorný, Milan Merkl, Zdeněk Bobrovský, Lubomír Kolář, Radoslav Sís, Miloš Nebuchla, Helan, Švanda. Trenér Ivo Mrázek
- Slovan Orbis Praha: Miroslav Škeřík, Jaroslav Šíp, Jaroslav Tetiva, Bohuslav Rylich, Zdeněk Rylich, Jiří Tetiva, Jiří Matoušek, Vladimír Janout, Jaroslav Mayer, Miloš Šulc, Ota Ferus, Ladislav Hronek. Trenér Svatopluk Mrázek
- Slávia Bratislava: Boris Lukášik, Eugen Horniak, P. Rosival, Karol Horniak, Likavec, Poliak, Rehák, Seitz, Šimek, Koller, Šimkovič, Teplý, Tarek, Tiso. Trenér Gustáv Herrmann
- Spartak Sokolovo Praha: Jiří Baumruk, Bohumil Tomášek, Jindřich Kinský, Josef Ezr, Jiří Šotola, Zdeněk Setnička, Vladimír Lodr, Dušan Krásný, Josef Kliner. Trenér Lubomír Bednář
- Slavia VŠ Praha: Jaroslav Křivý, Jiří Šťastný, Nikolaj Ordnung, Kadeřábek, Kašper, Vacek, Janovský, Jirman, Knop. Trenér Emil Velenský
- Dukla Mariánská Lázně: Dušan Lukášik, Milan Rojko, Jaroslav Beránek, Karol Horniak, Milan Merkl, Wrobel,  Riegel, Brychta, Vass, Vykysalý, Musil, Podlesný, Gregor, Novotný, Košner. Trenér Dušan Lukášik
- Jednota Košice: I. Rosíval, Sahlica, Bombic, Smolen, Šosták, Zoltán Krenický, Bauernebl, Kavka, Krejzl, Takáč, Kudernáč, Lenártek. Trenér Zoltán Krenický
- Slavoj Vyšehrad: Miloslav Kodl, Douša, Ulrich, Koželuh, Rezek, Matoušek, Krafek, Brzkovský, Hollý. Trenér ...
- Iskra Svit: : Rudolf Vraniak, Lehotzký, Vass, Antal, Paluda, Čuba, Hrúz, Palečko, Rýchlik, Bursa, Karašinský, Poloha, Kazimír. Trenér D. Andrášek
- Tatran Ostrava: Jan Kozák, Jaroslav Chocholáč, Zdeněk Böhm, P. Böhm, Hrnčiřík, Malota, Unger, Majer, Dopita,  Slaný, Stejskal, Linke. Trenér J. Souček
- Spartak Žižkov Praha: Kraus, Pudil, Heger, Poledna, Suttner, Císař, Kábrt, Křížek, Nerad, Dobrovodský, Kadlec, Šík, Vopálenský. Trenér K. Janda
- Lokomotíva Bratislava: Farkaš, Kadlčík, Macko, Stanček, Haberlant, Hegyessy, Honz, Křepela, Lacko, Koráb, Lošonský, Kováč, Oškera, Sticzay, Zemaník. Trenér M. Doubek

## Zajímavosti
- Slovan Orbis Praha v Poháru evropských mistrů 1957/58 odehrál 3 zápasy (1-2), v kvalifikaci byl vyřazen od družstev Olimpia Milano a Honvéd Budapešť.
- Dukla Mariánské Lázně jako nováček ligy se do nového místa přemístila z Českých Budějovic.